# ویلو کریک (آلاسکا)
ویلو کریک (به انگلیسی: Willow Creek) شهری در ناحیه سرشماری والدز-کوردووا ایالت آلاسکا است که جمعیت آن در سرشماری سال ۲۰۰۰ میلادی ۲۰۱ نفر بوده‌است.